# (4088) Baggesen
(4088) Baggesen es un asteroide perteneciente al cinturón de asteroides, descubierto el 3 de abril de 1986 por Poul Jensen desde el Observatorio Brorfelde, Holbæk, Dinamarca.

## Designación y nombre
Designado provisionalmente como 1986 GG. Fue nombrado Baggesen en honor al poeta danés Jens Immanuel Baggesen.